# Neubok Badeuk
Neubok Badeuk is een bestuurslaag in het regentschap Pidie van de provincie Atjeh, Indonesië. Neubok Badeuk telt 864 inwoners (volkstelling 2010).